# یواس‌اس الوویی (وای‌تی-۱۷۰)
یواس‌اس الوویی (وای‌تی - ۱۷۰) (به انگلیسی: USS Alloway (YT-170)) یک کشتی بود که طول آن ۷۱ فوت (۲۲ متر) بود. این کشتی در سال ۱۹۳۵ ساخته شد.